# President d'Uganda
El president de la República d'Uganda és el cap d'estat i el cap de govern d'Uganda. El president dirigeix la branca executiva del govern d'Uganda i és el comandant en cap de la Força de Defensa del Poble d'Uganda.
El titular Yoweri Museveni va arribar al poder l'any 1986 i és el president més longeu d'Uganda, per davant d'Idi Amin, que va governar entre 1971 i 1979. Bobi Wine no ha concedit les eleccions de 2021 i afirma que la seva victòria està en disputa per a les eleccions generals d'Uganda de 2021.

## Qualificacions
El 2005 es van eliminar els límits de mandat presidencial i el 2017 també es va anunciar l'eliminació del límit d'edat superior anterior, que era establert als 75 anys.
Competències del President. (Article 102) Una persona per optar a l'elecció com a president ha de ser:
- (a) un ciutadà d'Uganda per naixement;
- b) No menys de trenta-cinc i no més de setanta-cinc anys ; i
- c) qualificat per ser diputat al Parlament.[3][4][5]